# Adolf Dostal (podpułkownik)
Adolf Bogusław Dostal (ur. 30 grudnia 1873 w Veleslavínie-Praga, zm. wiosną 1940 w Charkowie) – podpułkownik intendent Wojska Polskiego, działacz niepodległościowy, burmistrz Ottyni w okresie II Rzeczypospolitej, ofiara zbrodni katyńskiej.

## Życiorys
Urodził się 30 grudnia 1873 w Veleslavínie (obecnie część Pragi) w rodzinie pochodzenia czeskiego jako syn Leopolda i Marii. Został absolwentem studiów prawniczych na Uniwersytecie Karola. Od 1894 do 1895 odbył obowiązkową jednoroczną służbę wojskową w szeregach 8 Pułku Piechoty Obrony Krajowej. Na stopień podporucznika rezerwy został mianowany 1 stycznia 1897. Posiadał przydział w rezerwie do 13 Pułku Piechoty Obrony Krajowej w Ołomuńcu. Działał jako redaktor czasopisma „Zlatá Praha”.
Podczas I wojny światowej został przydzielony do Legionów Polskich, wpierw w marcu 1916 do Stacji Zbornej w Pradze, następnie do Stacji Zbornej LP w Przemyślu, później mianowany jej komendantem. W 1917 leczył się w Karlsbadzie. Służył w Intendenturze II Brygady Legionów Polskich. Został mianowany porucznikiem kancelaryjnym legionów. Od połowy stycznia 1918 służył w kancelarii referenta sanitarnego w ramach działu superrewizji Dowództwa Uzupełnień Polskiego Korpusu Posiłkowego.
Jako kapitan byłego Polskiego Korpusu Posiłkowego reskryptem Rady Regencyjnej z 31 października 1918 roku został przydzielony do podległego jej Wojska Polskiego z zatwierdzeniem posiadanego stopnia. Rozkazem z 15 kwietnia 1919 w stopniu kapitana został przeniesiony ze Stacji Zbornej w Warszawie do Sekcji Poborów i Uzupełnień w Departamencie VII Intendentury Ministerstwa Spraw Wojskowych. W trakcie wojny polsko-bolszewickiej pracował w Ministerstwie Spraw Wojskowych. W listopadzie 1920 został awansowany do stopnia majora gospodarczego ze starszeństwem z dniem 1 kwietnia 1920. Został awansowany do stopnia podpułkownika ze starszeństwem z dniem 1 czerwca 1919 w korpusie oficerów rezerwy administracji, dział gospodarczy. W 1923, 1924 służył w Departamencie VII Intendentury Ministerstwa Spraw Wojskowych i wówczas był nadetatowym oficerem rezerwowym Okręgowego Zakładu Gospodarczego I (w 1923 Warszawie jako oficer zatrzymany w służbie czynnej). Był referentem budżetowym Oddziału III Sztabu Generalnego Wojska Polskiego (1924). Ukończył Wyższą Szkołę Intendentury. Został oficerem w Biurze Ogólno-Organizacyjnym II wiceministra Spraw Wojskowych. Z dniem 30 września 1926 został przeniesiony w stan spoczynku. Mieszkał w Warszawie przy ul. Siennej 8 m. 19.
Od kwietnia 1934 do 1935 sprawował urząd burmistrza Ottyni.
W 1939 pozostawał w ewidencji Powiatowej Komendy Uzupełnień Warszawa Miasto III. Po wybuchu II wojny światowej podczas kampanii wrześniowej służył w charakterze oficera łącznikowego Legionu Czechów i Słowaków. Po agresji ZSRR na Polskę z 17 września 1939 został aresztowany przez Sowietów i przewieziony do obozu w Starobielsku. Wiosną 1940 został zamordowany przez funkcjonariuszy NKWD w Charkowie i pogrzebany potajemnie w bezimiennej mogile zbiorowej w Piatichatkach, gdzie od 17 czerwca 2000 mieści się oficjalnie Cmentarz Ofiar Totalitaryzmu w Charkowie. Figuruje na Liście Starobielskiej NKWD, pod poz. 1051.
Jego żoną była Maria.

## Upamiętnienie
- 5 października 2007 minister obrony narodowej Aleksander Szczygło mianował go pośmiertnie na stopień pułkownika[15][16][17]. Awans został ogłoszony 9 listopada 2007 w Warszawie, w trakcie uroczystości „Katyń Pamiętamy – Uczcijmy Pamięć Bohaterów”[18][19][20].
- W ramach akcji „Katyń... pamiętamy” / „Katyń... Ocalić od zapomnienia” został zasadzony Dąb Pamięci honorujące Adolfa Dostala: przy Zespole Szkół i Placówek Oświatowych w Lidzbarku Warmińskim[21].

## Ordery i odznaczenia
- Krzyż Niepodległości – 19 grudnia 1933 „za pracę w dziele odzyskania niepodległości”[22]
- Krzyż Walecznych (dwukrotnie)
- Krzyż Obrony Państwa – Czechy, 2024, pośmiertnie[23][24]